# Boston Marathon 2013

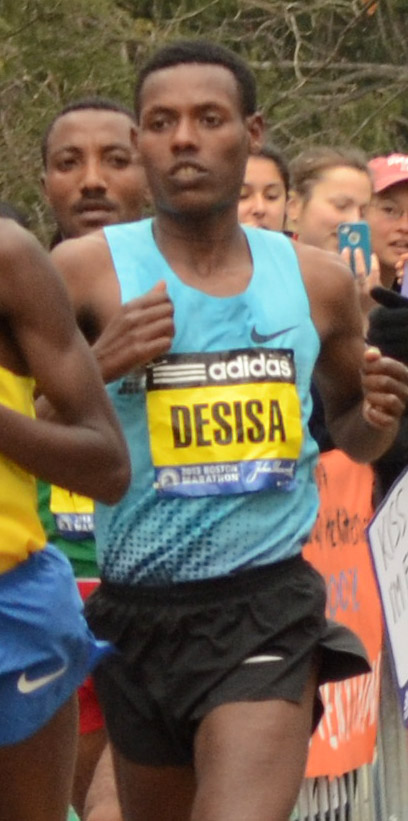
Lelisa Desisa op weg naar zijn eindoverwinning.

De Boston Marathon 2013 werd gelopen op maandag 15 april 2013 in Boston. Het was de 117e editie van deze marathon.
De wedstrijd werd bij de mannen gewonnen door de 23-jarige Ethiopiër Lelisa Desisa in 2:10.22. Hij had hiermee slechts enkele seconden voorsprong op de nummer twee Micah Kogo uit Kenia en zijn landgenoot Gebre-egziabher Gebremariam. Lelisa Desisa is in Nederland met name bekend wegens het winnen van de City-Pier-City Loop in 2011.
Bij de vrouwen schreef de Keniaanse Rita Jeptoo de wedstrijd op haar naam in 2:26.25. Ze won in 2006 ook al eens deze wedstrijd. Jeptoo was ruim een halve minuut eerder bij de finish dan Meseret Hailu uit Ethiopië. De Keniaanse Sharon Cherop werd derde. Zowel de mannen als de vrouwen liepen onvoldoende snel om het parcoursrecord te verbeteren.
Nadat de toplopers gefinisht waren, vond er een bomaanslag plaats waarbij drie mensen om het leven kwamen. Zie ook Bomaanslagen tijdens de marathon van Boston 2013.

## Uitslagen

### Mannen
| rang   | naam                        | land | tijd    |
| ------ | --------------------------- | ---- | ------- |
| Goud   | Lelisa Desisa               | ETH  | 2:10.22 |
| Zilver | Micah Kogo                  | KEN  | 2:10.27 |
| Brons  | Gebre-egziabher Gebremariam | ETH  | 2:10.28 |
| 4      | Jason Hartmann              | USA  | 2:12.12 |
| 5      | Wesley Korir                | KEN  | 2:12.30 |
| 6      | Markos Geneti               | ETH  | 2:12.44 |
| 7      | Dickson Chumba              | KEN  | 2:14.08 |
| 8      | Jeffrey Hunt                | AUS  | 2:14.28 |
| 9      | Daniel Tapia                | USA  | 2:14.30 |
| 10     | Craig Leon                  | USA  | 2:14.38 |
| 11     | Robyn Watson                | CAN  | 2:15.33 |
| 12     | Levi Matebo                 | KEN  | 2:15.42 |
| 13     | Tomohiro Tanigawa           | JPN  | 2:16.57 |
| 14     | Carlos Carballo             | USA  | 2:17.05 |
| 15     | Lee Troop                   | AUS  | 2:17.52 |
| 16     | Fernando Cabada             | USA  | 2:18.33 |
| 17     | Joseph Gray                 | USA  | 2:18.45 |
| 18     | Kevin Pool                  | USA  | 2:18.59 |
| 19     | Carlos Trujillo             | USA  | 2:19.24 |
| 20     | Matthew Dewald              | USA  | 2:19.39 |
| 21     | Christopher Estwanik        | USA  | 2:20.01 |
| 23     | Glenn Randall               | USA  | 2:20.56 |
| 24     | Vyacheslav Shabunin         | RUS  | 2:21.23 |
| 25     | Timothy Ritchie             | USA  | 2:21.31 |

### Vrouwen
| rang   | naam                      | land | tijd    |
| ------ | ------------------------- | ---- | ------- |
| Goud   | Rita Jeptoo               | KEN  | 2:26.25 |
| Zilver | Meseret Hailu             | ETH  | 2:26.58 |
| Brons  | Sharon Cherop             | KEN  | 2:27.01 |
| 4      | Shalane Flanagan          | USA  | 2:27.08 |
| 5      | Tirfe Beyene              | ETH  | 2:28.09 |
| 6      | Kara Goucher              | USA  | 2:28.11 |
| 7      | Madaí Pérez               | MEX  | 2:28.59 |
| 8      | Diane Nukuri              | BDI  | 2:29.54 |
| 9      | Ana-Dulce Felix           | POR  | 2:30.05 |
| 10     | Sabrina Mockenhaupt       | GER  | 2:30.09 |
| 11     | Diana Chepkemoi           | KEN  | 2:33.02 |
| 12     | Mamitu Daska              | ETH  | 2:33.31 |
| 13     | Alemitu Abera             | ETH  | 2:33.46 |
| 14     | Yolanda-Beatriz Caballero | COL  | 2:35.10 |
| 15     | Stephanie Bruce           | USA  | 2:35.31 |
| 16     | Yuka Takamoto             | JPN  | 2:35.46 |
| 17     | René Kalmer               | RSA  | 2:37.15 |
| 18     | Svetlana Pretot           | FRA  | 2:38.19 |
| 19     | Manami Kamitanida         | JPN  | 2:38.21 |
| 20     | Sheri Piers               | USA  | 2:39.25 |
| 21     | Hilary Dionne             | USA  | 2:39.34 |
| 22     | Arianna Hilborn           | USA  | 2:42.00 |
| 23     | Nuța Olaru                | USA  | 2:42.57 |
| 24     | Lauren Philbrook          | USA  | 2:43.09 |
| 25     | Gina Slaby                | USA  | 2:43.23 |

1897 ·
1898 ·
1899 ·
1900 ·
1901 ·
1902 ·
1903 ·
1904 ·
1905 ·
1906 ·
1907 ·
1908 ·
1909 ·
1910 ·
1911 ·
1912 ·
1913 ·
1914 ·
1915 ·
1916 ·
1917 ·
1918 ·
1919 ·
1920 ·
1921 ·
1922 ·
1923 ·
1924 ·
1925 ·
1926 ·
1927 ·
1928 ·
1929 ·
1930 ·
1931 ·
1932 ·
1933 ·
1934 ·
1935 ·
1936 ·
1937 ·
1938 ·
1939 ·
1940 ·
1941 ·
1942 ·
1943 ·
1944 ·
1945 ·
1946 ·
1947 ·
1948 ·
1949 ·
1950 ·
1951 ·
1952 ·
1953 ·
1954 ·
1955 ·
1956 ·
1957 ·
1958 ·
1959 ·
1960 ·
1961 ·
1962 ·
1963 ·
1964 ·
1965 ·
1966 ·
1967 ·
1968 ·
1969 ·
1970 ·
1971 ·
1972 ·
1973 ·
1974 ·
1975 ·
1976 ·
1977 ·
1978 ·
1979 ·
1980 ·
1981 ·
1982 ·
1983 ·
1984 ·
1985 ·
1986 ·
1987 ·
1988 ·
1989 ·
1990 ·
1991 ·
1992 ·
1993 ·
1994 ·
1995 ·
1996 ·
1997 ·
1998 ·
1999 ·
2000 ·
2001 ·
2002 ·
2003 ·
2004 ·
2005 ·
2006 ·
2007 ·
2008 ·
2009 ·
2010 ·
2011 ·
2012 ·
2013 ·
2014 ·
2015 ·
2016 ·
2017 ·
2018 ·
2019 ·
2020 ·
2021 ·
2022